# Stylocerataceae
Stylocerataceae – rodzina roślin wyróżniana w niektórych systemach klasyfikacyjnych okrytonasiennych. W świetle współczesnej wiedzy obejmowała dwa podobne, choć niespokrewnione rodzaje zaliczane do rodziny brzozowatych i bukszpanowatych.

## Systematyka
Pozycja w systemie Reveala (1993–1999)
Gromada okrytonasienne (Magnoliophyta Cronquist), podgromada Magnoliophytina Frohne & U. Jensen ex Reveal, klasa Rosopsida Batsch, podklasa oczarowe (Hamamelididae Takht.), nadrząd Juglandanae Takht. ex Reveal, rząd leszczynowce (Corylales Dumort.), rodzina Stylocerataceae (Pax) Takht. ex Reveal & Hoogland.
Podział według Reveala
- plemię: Carpineae A. DC.
  - rodzaj: Carpinus L. - grab
- plemię: Stylocerateae Pax in Engl. & Prantl 
  - rodzaj: Styloceras Kunth ex A. Juss. 1824

Pozycja systematyczna według Angiosperm Phylogeny Website (2001...)
Rodzina nie wyróżniona. Zaliczane tu rodzaje są rozdzielone – grab Carpinus należy do rodziny brzozowatych z rzędu bukowców, rodzaj Styloceras reprezentuje rodzinę bukszpanowatych z rzędu bukszpanowców.